# Baradero (partido)
Baradero (Partido de Baradero) is een partido in de Argentijnse provincie Buenos Aires. Het bestuurlijke gebied telt 29.562 inwoners. Tussen 1991 en 2001 steeg het inwoneraantal met 3,73 %.

## Plaatsen in partido Baradero
- Baradero
- Irineo Portela
- Santa Coloma
- Villa Alsina